# Ludwik Kucharzewski

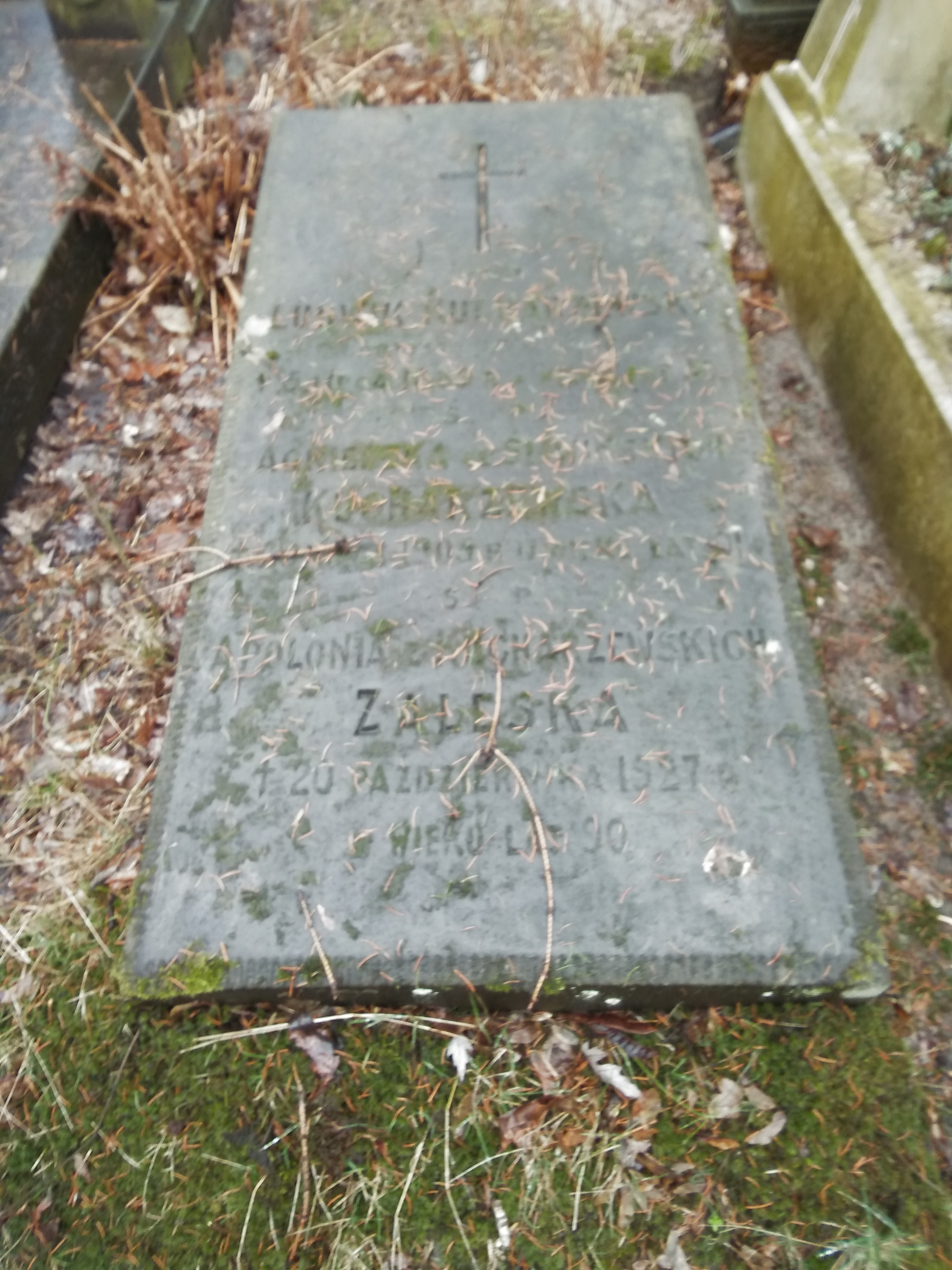
Grób Ludwika Kucharzewskiego na cmentarzu Powązkowskim

Ludwik Kucharzewski (ur. 1838 lub 1842 w Pułtusku, zm. 3 lipca 1889 w Warszawie) – polski rzeźbiarz.
W 1860 rozpoczął studia w warszawskiej Szkole Sztuk Pięknych w pracowni Konstantego Hegla, równocześnie praktykował pod kierunkiem Władysława Oleszczyńskiego. Po otrzymaniu w 1866 stypendium z Towarzystwa Zachęty Sztuk Pięknych wyjechał do Paryża, a następnie do Rzymu, gdzie studiował w Akademii Świętego Łukasza. Ponadto uczęszczał na lekcje rzeźby u Pietro Teneraniego i Emila Wolffa. W 1870 powrócił do Warszawy, założył pracownię i podjął pracę pedagoga, uczył rysunku w Instytucie Głuchoniemych i w szkole artystycznej działającej przy Muzeum Przemysłowym. Po odrzuceniu przez komisję kwalifikacyjną projektu pomnika Adama Mickiewicza artysta protestował. Stres z tym związany uwidocznił ukrytą (lub wywołał) chorobę psychiczną. Artysta przestał tworzyć, a cztery lata później zmarł .
Twórczość Ludwika Kucharzewskiego obejmuje przede wszystkim rzeźbę portretową, tworzył liczne popiersia i medaliony. Był również autorem wielu rzeźb sakralnych i nagrobnych oraz elementów rzeźbiarskich zdobiących elewacje warszawskich budynkach.
Pochowany na cmentarzu Powązkowskim w Warszawie (kwatera L-3-8).